# 10182 Junkobiwaki
10182 Junkobiwaki (1996 FL5) là một tiểu hành tinh vành đai chính được phát hiện ngày 20 tháng 3 năm 1996 bởi K. Endate và K. Watanabe ở Kitami.